# Szakal czaprakowy
Szakal czaprakowy (Lupulella mesomelas) – gatunek drapieżnego ssaka z rodziny psowatych (Canidae). Występuje w Afryce na południe od Sahary. Wyróżnia się 2 podgatunki.

## Charakterystyka
Długość ciała samców 69–90 cm, samic 65–85 cm, długość ogona 27–39,5 cm, samic 26–38,1 cm; masa ciała samców 5,9–12 kg, samic 6,2–9,9 kg. Osobniki występujące na południu kontynentu są większe od kuzynów występujących na północy. Głowa przypomina głowę lisa – ma długie uszy, dość krótki pysk i duże oczy. Uzębienie jak u kojota.
Jego ogon i grzbiet są czarne z białymi plamami, boki szarobrązowe, a brzuch żółty.

## Tryb życia
Żyje samotnie lub w parach. Ciąża trwa około 9 tygodni, liczba młodych 4–6. Występuje licznie, ludzie polują na niego dla skóry.
Jest wszystkożerny. Żywi się gryzoniami, jajami, owadami i padliną.
W niewoli żyje do 14 lat, w środowisku naturalnym do 7 lat.